# Charchilla
Charchilla település Franciaországban, Jura megyében. Lakosainak száma 287 fő (2022. január 1.). Charchilla Meussia, Crenans, Maisod és Moirans-en-Montagne községekkel határos.

## Népesség
A település népességének változása:
| Lakosok száma | 159  | 233  | 251  | 225  | 268  | 273  | 280  | 289  | 288  | 287  |
|               | 1968 | 1982 | 1990 | 2006 | 2013 | 2015 | 2017 | 2019 | 2020 | 2022 |